# Karl Theobald
Karl Julian Theobald (né le 5 août 1969 à Great Yarmouth) est un acteur britannique, surtout connu pour le rôle du Dr. Martin Dear dans la série Green Wing, et pour son jeu particulier.

## Jeunesse
Theobald a grandi à Lowestoft où il a pratiqué la danse dès l'enfance et a étudié à la Denes High School à partir de 1985. Il a été diplômé du fameux Drama Centre London en 2000, et entra au Théâtre de Complicite.

## Carrière
Theobald a été le partenaire comique de Russell Brand : ils ont formé un duo durant les années 1990 appelé Theobald and Brand on Ice. Cela a été mentionné par Brand dans une émission de la BBC, et dans son autobiographie: My Booky Wook. Une citation de Theobald y a été utilisée par Brand parmi d'autres :

« J'ai décidé de faire de la comédie quand ma copine m'a quitté, après tout ma vie est une putain de blague ! »

Alors qu'il tournait Green Wing, Theobald a écrit des sketchs pour l'émission The Sketch Show and Smack the Pony. Il a aussi fait une apparition dans la série radiophonique The Exterminating Angels.
En 2008, Theobald a rejoint le casting de la deuxième saison de la série de science-fiction Nick Cutter et les Portes du temps dans le rôle d'Oliver Leek, sur la chaîne ITV.
Theobald joue dans le film de 2010 American Trip (spin-off de Sans Sarah rien ne va), avec son ancien partenaire Russell Brand, dont il interprète l'assistant.
Depuis 2013 il joue dans la série britannique Plebs, dans le rôle du propriétaire des personnages principaux.

## Filmographie
| Année | Film                               | Rôle                | Notes                                           |
| ----- | ---------------------------------- | ------------------- | ----------------------------------------------- |
| 2004  | AD/BC: A Rock Opera                | Sheperd             | Téléfilm                                        |
| 2004  | Green Wing                         | Dr Martin Dear      | Série télévisée (18 épisodes : 2004-2006)       |
| 2006  | The Truth                          | Spud                |                                                 |
| 2006  | The Virgin Queen                   | Alsop               | Mini-Série télévisée (1 épisode : Épisode #1.4) |
| 2007  | Moonmonkeys                        |                     | Téléfilm                                        |
| 2007  | Buying Porn                        | Jack                | sketch                                          |
| 2007  | Doc Martin (en)                    | Anthony Oakwood     | Série télévisée (1 épisode: City Slickers)      |
| 2008  | Clive Hole                         | Tatum Wilkinson     | Téléfilm                                        |
| 2008  | Nick Cutter et les Portes du temps | Oliver Leek         | Série télévisée (7 épisodes)                    |
| 2009  | I Am Ruthie Segal, Hear Me Roar    |                     | sketch                                          |
| 2010  | American Trip                      | Assistant maladroit |                                                 |
| 2010  | Fable III                          | Voix                | Jeu Vidéo                                       |
| 2011  | Twenty Twelve (en)                 | Graham Hitchins     | Série télévisée                                 |
| 2011  | Rekindle                           |                     | post-production                                 |
| 2012  | Skins                              | David Henley        | Série télévisée (1 épisode: Alex)               |
| 2012  | Pramface                           | Jeremy              | Série télévisée (1 épisode: Pregnant Rapist)    |
| 2013  | Plebs                              | Landlord            | Série télévisée                                 |
| 2013  | Alan Partridge: Alpha Papa         |                     |                                                 |
| 2017  | Sick note                          | Michael             | Série télévisée                                 |

- 2019 : Yesterday de Danny Boyle